# Sebastián Berenguer
Sebastián Berenguer (nacido en Bahía Blanca, Argentina, el 21 de febrero de 1981) es profesor de artes escénicas argentino, director teatral, productor, gestor cultural, dramaturgo, actor y músico.
A los 7 años comienza a ejecutar el clarinete picollo en La Baby Jass Band, banda de jazz integrada por niños de la ciudad de Bahía Blanca. Continuando sus estudios en saxo alto y tenor. La Baby, ha participado de numerosos festivales de jazz nacionales compartiendo escenarios con grupos como Las blacanblus, Porteña Jazz Band, Small Jazz Band, entre otros.
Se recibe de Profesor de Artes en Teatro en la Escuela de Teatro de Bahía Blanca en el año 2003. En el año 2005 funda junto a Silvana Seewald la sala EPA Espacio Por el Arte, en Bahía Blanca. 
Se forma como director teatral con Augusto Fernandes. Entre sus maestros se destacan: Augusto Fernandes, Beatriz Spelzini, Eduardo Pavlovsky, Fabián Pellegrini, Edda Díaz, Cristián Drut, Carolina González Antón, Héctor Rodríguez Brussa, entre otros. Amplía su formación con estudios de Commedia del Arte con Javier Tenias y Mónica Callejo (Madrid,  España) y en dramaturgia con Cecilia Propatto.
Ha dirigido más de 25 espectáculos. Su compromiso con el Teatro Político lo ha llevado a recorrer el país presentando sus obras y obteniendo varias distinciones. 
Desde el 2018 al 2021 se desempeña como productor y coordinador de comunicación en Salas Caras y Caretas de CABA.
Se desempeñó desde el 2021 a diciembre del 2023 como jefe de Comunicación y Prensa del Teatro Nacional Cervantes.
En 2024 es designado por el Instituto Cultural de la Provincia de Buenos Aires, Coordinador de los Organismos Artíticos del Sur (OAS), función que desempeña hasta la actualidad.
Espacio por el arte
Cofundador y coordinador general del espacio cultural independiente EPA en la ciudad de Bahía Blanca, donde se desarrollaron desde el año 2005 al 2014 políticas y acciones culturales para promover el arte en la ciudad y en la región. Impulso en sus inicios, junto a otros compañeros, la ley de “Espacios culturales independientes” pudiendo así estimular la regulación de los espacios culturales independientes de la ciudad. En el año 2005 eran pocas las salas que estaban abiertas en la ciudad, y EPA fue un referente para que otros espacios culturales emerjan, con su política de promover el “arte alcance de todos” e impulsando reuniones con diferentes referentes de la cultura local, se pudo celebrar que en 2006  se tripliquen los espacios culturales independientes. En EPA se han realizado cursos, talleres y espectáculos de teatro, mimo, clown y danza, también realizamos café concert, conciertos musicales y milongas. Se logró la participación de elencos de otras provincias del país y de CABA, también cconto con espectáculos del exterior como España, Perú, Chile y Uruguay. EPA fue sede del Festival Internacional Bahía Teatro. Durante 9 años consecutivos pasaron más de 1000 alumnos, participaron más de 30 docentes, se realizaron centenares de funciones con una gran cantidad de público asistente.

## Obras

### Como director y productor teatral
- “Scalabrini Ortiz”. escrita Florencia Aroldi Con Alejandra Darín y Pablo Razuk.
- “Yo nena, Yo princesa” de Federico Palazzo. Coordinador de producción del film.
- "Historia del Peronismo" de Pedro Saborido. Co-Director y productor.
- "La perra Castro". Dramaturgo, director y productor.
- "La Kermes 2037" de Pedro Saborido. Productor y Stage manager
- "Paso de Dos" de Eduardo Pavlovsky. Director y productor.
- "La luna en la taza" de Beatriz Mosquera. Productor
- "Dibujo sobre un vidrio empañado" de Pedro Sedlinsky. Productor
- "GERMAN" inspirada en la vida de German Abdala. de Carlos Aguado y Sebastian Berenguer. idea de ATE Nacional. Director
- "Dos de Gambaro" de Griselda Gambaro, Director y productor junto a Cristian Thorsen
- "Hombres Imágenes y Muñecos" de Eduardo Pavlovsky, Director y productor junto a Daniel Dibiase
- Tosco, de Alejandro Finzi, en homenaje a los cuarenta años de la muerte del dirigente sindical Agustín Tosco, con las actuaciones de Daniel Dibiase y Cristian Thorsen. Director y productor
- El Títere (2014), de Ricardo Dubatti. Director y productor
- La historia del Zoo (2014), de Edward Albee. Director
- Compañía (2014- actualidad), de E. Rovner. Director
- El acompañamiento (2013-2014), de Carlos Gorostiza. Director
- El Abrazo. La milonga sin tiempo (2012-2014), de S. Seewald y C. Giraudo. Director
- Sr. Galíndez (2013), de Eduardo Pavlosvsky. Director
- El Avestruz (2013), de Pablo Fiordelmondo. Director
- La bruta espera (2013), de Julio Chávez. Director
- Feliz Navidad (2013), de Julio Chávez. Director
- Decir sí (2012), de Griselda Gambaro. Director
- Tercero incluido, de Eduardo Pavlovsky. Director
- Claustro (2010-2011), de Sebastián Berenguer y Robby Gutiérrez. Director
- Las personalidades de Samuel Yunque (2008-2010), adaptación de Sebastián Berenguer sobre La espera trágica de Eduardo Pavlovsky. Director
- Espejos, escrita y dirigida por Sebastián Berenguer (2002). Director

### Como actor de teatro
- El Abrazo. La milonga sin tiempo (2012-2014), de S. Seewald y C. Giraudo
- Claustro (2010-2011), de Sebastián Berenguer y Robby Gutiérrez.
- El secreto de la Zwi Migdal (2013)
- Llueve (2012), del grupo Las de la alcanfor (2012).
- Vidas antiguas (2010), del grupo Las de la Alcanfor.
- Los del patrio de atrás (2009), del grupo Las de la Alcanfor.
- Sueño de Barrio (2004-2005), de Roberto Fontanarrosa.

### Premios, distinciones y/o menciones
2022 –NOMINACIÓN MEJOR DIRECTOR PREMIOS ACE - Por el espectáculo “Scalabrini Ortiz”.
2022 – 6 (SEIS) NOMINACIONES PREMIOS ACE - Por el espectáculo “Scalabrini Ortiz”.
2016 – FLIPA charla sobre "Literatura y Teatro" junto a Carlos Fos en el "Salón  de los Balcones" de la UBA.
2015/2016/2017/2018 - DECLARACIÓNES DE INTERES CULTURAL por el espectáculo “Tosco – la obra” en las ciudades: CABA, Rawson, Pto. Madryn, Pigue y Bahía Blanca.
2015 – GANADOR PREMIO MEJOR DIRECTOR III Encuentro Regional de Teatro Independiente, Monte Hermoso 2015, por el espectáculo “La historia del Zoo” de Edward Albe.
2013 - RECONOCIMIENTO POR EL APORTE CULTURAL A BAHÍA BLANCA PARA LA SALA “EPA”, otorgado por la Universidad de Sur, Bahía Blanca.
2012 – GANADOR PREMIO MEJOR DIRECTOR Festival de Teatro Guamini, espectáculo “El abrazo”.
2012 - JURADO FESTIVAL DE TEATRO CLÁSICO ADAPTADO en Mar Chiquita, Pcia. De Buenos Aires.
2012 - DECLARACIÓN DE INTERES CULTURAL para el espectáculo “Las personalidades de Samuel Yunque” Bahía Blanca, Pcia. De Buenos Aires.
2010 – JURADO PRE-LABORDE Región III Sub-Sede Mayor Buratovich, Pcia. De Buenos Aires. 